# Lijst van burgemeesters van Nieuweschans
Dit is een lijst van burgemeesters van de voormalige Nederlandse gemeente Nieuweschans. Op 1 januari 1990 fuseerden Beerta, Finsterwolde en Nieuweschans tot de gemeente Reiderland (tot 1 juli 1991 nog genaamd 'gemeente Beerta').
| Ambtsperiode | Naam burgemeester                   | Partij of stroming  | Bijzonderheden                                                                             |
| ------------ | ----------------------------------- | ------------------- | ------------------------------------------------------------------------------------------ |
| 1811 - 1814  | Elzard Harmannus Engelkens          |                     | maire/schout                                                                               |
| 1814 - 1827  | Waalko Hindriks Waalkens            |                     | eerst schout, ovl. 26 november 1827                                                        |
| 1828 - 1829  | Jan Eeldriks Kuiper                 |                     | ovl. 28 augustus 1829                                                                      |
| 1830 - 1835  | Luiken Pieters Dijkema              |                     | ovl. 15 augustus 1835                                                                      |
| 1836 - 1841  | Adam Adolfs ter Cock                |                     |                                                                                            |
| 1841 - 1842  | mr. Johannes Berghuis van Woortman  |                     | tevens burgemeester van Beerta, ovl. 3 augustus 1842                                       |
| 1842 - 1843  | Lubbert Jans Nieland                |                     | ovl. 16 januari 1843                                                                       |
| 1843 - 1850  | Bineus Gerhardi Sissingh            |                     |                                                                                            |
| 1850 - 1862  | Christiaan George Plaat (1813-1881) |                     | tevens burgemeester van Beerta                                                             |
| 1863 - 1864  | Otto van Riemsdijk                  |                     | werd burgemeester van Gramsbergen                                                          |
| 1864 - 1902  | H. Mulder                           |                     |                                                                                            |
| 1902 - 1913  | Cornelis François Jas (1875-1968)   |                     |                                                                                            |
| 1914 - 1923  | Eisso Gerhardus Braak               |                     | was burgemeester van Finsterwolde, werd burgemeester van Scheemda                          |
| 1923 - 1940  | Geert Wisman                        |                     | werd burgemeester van Meppel                                                               |
| 1941 - 1942  | mr. Aalderikus Jacob Drenth         | nationaalsocialisme | werd burgemeester van Winschoten                                                           |
| 1942 - 1945  | Willem Snater                       |                     |                                                                                            |
| 1945         | Harm Tuin                           |                     | waarnemend burgemeester (van eind april tot eind juni), werd burgemeester van Finsterwolde |
| 1945 - 1964  | Teije de Jong                       | PvdA                | tot 1946 waarnemend burgemeester                                                           |
| 1964 - 1970  | Gerrit Hensens                      | PvdA                | werd burgemeester van Havelte                                                              |
| 1971 - 1980  | Ties Jan Koek                       | PvdA                | werd burgemeester van Winschoten                                                           |
| 1980 - 1981  | mr. Pieter van der Zaag             | CDA                 | waarnemend burgemeester, tevens burgemeester van Midwolda                                  |
| 1981 - 1989  | Chris Arlman                        | PvdA                | werd burgemeester van Pekela                                                               |